# Amerikaanse houtsnip
Amerikaanse houtsnip  (Scolopax minor) (grootte: 28 cm) is een bosvogel en daarmee een van de weinige leden van de snipachtigen (Scolopacidae) die niet bij oevers of in drassige gebieden aan te treffen is.

## Verspreiding en leefgebied
De Amerikaanse houtsnip bewoont de hele VS oostelijk van Kansas en ook een deel van het aansluitende Canada. Uit het noordelijke deel van dit gebied trekt hij weg. Het is een vogel die niet gemakkelijk waar te nemen is vanwege zijn schutkleur en zijn voornamelijk solitaire levenswijze.

## Leefwijze
's Nachts komt hij uit het bos tevoorschijn om zich op de velden aan regenwormen en andere kleine dieren te goed te doen.

## Status
De grootte van de populatie is in 2019 geschat op 3,5 miljoen volwassen vogels. Op de Rode lijst van de IUCN heeft deze soort de status niet bedreigd.

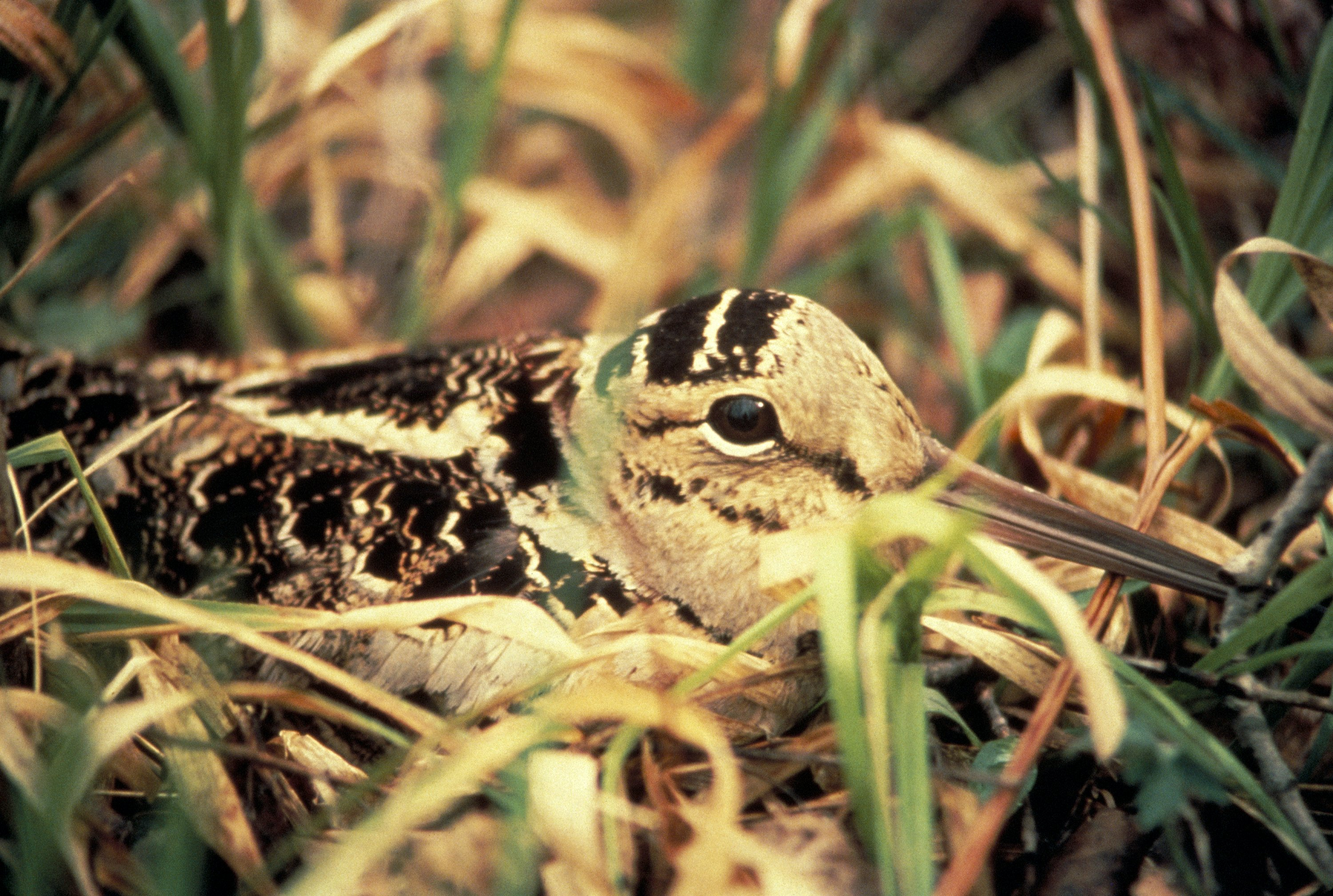